# 제12회 아시아 국제 청소년영화제
제12회 아시아 국제 청소년영화제는 2018년 11월 8일에 열린 시상식이다.

## 수상 및 후보

### 본선진출작-한국
- 그녀의 음악 - 김수현
- 그랑주떼 - 김상규
- 빙글빙글 - 전선민
- 그녀는 아내가 아니다 - 서원철
- 다잉 빈센트 - 이진주
- 겟 잇 뷰티 - 이예승
- 나의 집 - 임시연